# Rovato
Rovato (AFI:/roˈvato/, Ruàt in dialetto bresciano) è un comune italiano di 19 634 abitanti della provincia di Brescia in Lombardia, situato nella parte meridionale della Franciacorta e ai piedi del Monte Orfano.
Il 2 giugno 2014 ha ottenuto il riconoscimento del titolo di città.

## Storia
Fino al basso medioevo sembra che Rovato abbia avuto un'importanza secondaria rispetto ai vicini centri di Coccaglio ed Erbusco. Il suo nome potrebbe essere originato da "robus" (rovi, in dialetto ruedé), caratteristica che ben si presta al monte su cui potrebbe aver trovato luogo un primo vero agglomerato nell'epoca delle invasioni magiare.
I primi insediamenti sulle colline della Franciacorta che circondano la città risalgono al primo millennio a.C. Insediamenti più certi sono quelli dei Galli Cenomani che si stabilirono nella zona nel VI secolo a.C. Resti di questi insediamenti sono stati trovati sul Monte Orfano, sul quale, secondo una leggenda, era costruito un tempietto dedicato al dio Sole.
Dopo la cacciata della popolazione cenomane da parte dei Romani nel primo secolo a.C., la Franciacorta crebbe d'importanza e si sviluppò attorno al castrum di Rovato. In epoca romana il territorio di Rovato era attraversato da un'importante strada romana, la via Gallica.
Con la caduta dell'Impero romano Rovato subì una serie di razzie che terminarono nel 568 d.C. con l'arrivo dei Longobardi. Questi, convertitesi al cristianesimo, ristrutturarono la fortificazione romana presente nell'area dell'attuale convento della SS. Annunciata facendo di Rovato il centro istituzionale dell'antica Franciacorta e costruirono sul Monte Orfano una chiesa dedicata a san Michele, l'angelo guerriero patrono dei longobardi.
Tuttavia è solo nel XII secolo che compare per la prima volta il nome di Roado, quando l’abitato si andava formando nella sottostante pianura. In epoca comunale, Rovato partecipò alle lotte tra guelfi e ghibellini e nel 1265 fu conquistato da Carlo d’Angiò. Nel 1385 entrò nell’orbita veneziana. Nel 1419 il suo castello fu assediato dal Carmagnola. Dopo che tutto il territorio bresciano passò sotto Venezia, godette di privilegi ed esenzioni e fu sede di vicariato. Nel 1453 fu occupato da Francesco Sforza che era in guerra contro Venezia, ma ritornò poco dopo ai veneziani.
Il 7 agosto 1509 scoppiò un’insurrezione contro i francesi di Luigi XII che avevano sconfitto i veneziani. La rivolta fu stroncata nel sangue e Lorenzo Gigli, che ne era a capo, fu fatto prigioniero e decapitato. La cacciata dei francesi avvenne nel 1512 in seguito ad una sollevazione generale del popolo bresciano. Un'altra oppressione subì Rovato da parte di Enrico di Brunswick nel 1528.
Nel 1701 il principe Eugenio di Savoia scelse Rovato come base logistica del suo esercito. In seguito le vicende rovatesi furono sempre legate a quelle di Brescia.
Nel 2000 viene ceduta una parte del territorio pari a 139.577 mq al limitrofo Comune di Cazzago San Martino.

### Simboli
Il gonfalone è un drappo di azzurro.

## Monumenti e luoghi d'interesse

### Architetture religiose
Il Santuario di Santo Stefano, situato ai piedi del Monte Orfano, è del XV secolo, ma la sua facciata è stata completamente cambiata nell’immediato ultimo dopoguerra stravolgendone la struttura originaria. Rimane fortunatamente intatto il quattrocentesco interno con diversi affreschi originali, fra cui assai pregevoli sono una Ultima cena attribuita a Vincenzo Foppa e una Madonna con Bambino. Nel 1580, in questa chiesa, San Carlo Borromeo conferì l’abito ecclesiastico al cugino Federico. San Carlo è l'attuale patrono di Rovato, festeggiato il 4 novembre.
La chiesa parrocchiale di S. Maria Assunta, affiancata da una torre merlata quattrocentesca, è stata costruita nel Cinquecento sulle rovine di una precedente chiesa medioevale. All’interno si possono ammirare tele di Jacopo Palma il Giovane e di Antonio Paglia, affreschi di Antonio Guadagnini, di Angelo Inganni, di Gerolamo Calca e un crocifisso ligneo di Andrea Fantoni.
Sul Monte Orfano sorge l’imponente Convento della SS. Annunziata costruito nella seconda metà del XV secolo dai Padri Servi di Maria. Dal suo ampio loggiato si domina tutta la pianura sottostante. Se in una giornata molto limpida si osserva verso Milano, si può scorgere la Madonnina, e se si osserva verso Brescia si scorge il Castello. L’interno del complesso conventuale è costituito da un chiostro con porticato ad archi originali. Recenti restauri hanno portato alla luce diversi affreschi di cui il più notevole si trova nel coro della chiesa e rappresenta L’annunciazione e due profeti dipinto dal Romanino nel 1535 ca. Da segnalare, sempre sul Montorfano, la chiesa longobarda dedicata a san Michele, che si trova in prossimità del Monumento ai caduti della seconda guerra mondiale.
Chiese delle frazioni:
- Chiese del Sacro Cuore di Gesù, della Santissima Trinità e dell'Addolorata in frazione Duomo
- Chiesa di Sant'Andrea in frazione Sant'Andrea
- Chiesa di Sant'Anna in frazione Sant'Anna
- Chiesa di San Giuseppe in frazione San Giuseppe
- Chiese di San Giovanni Battista, di Santa Maria Annunziata e di San Rocco in frazione Lodetto
- Chiesa di Santa Maria Annunciata in frazione Bargnana
- Chiesa del Patrocinio della Madonna in località Capo Rovato
- Chiesa della Beata Vergine della Marella, in località San Giorgio

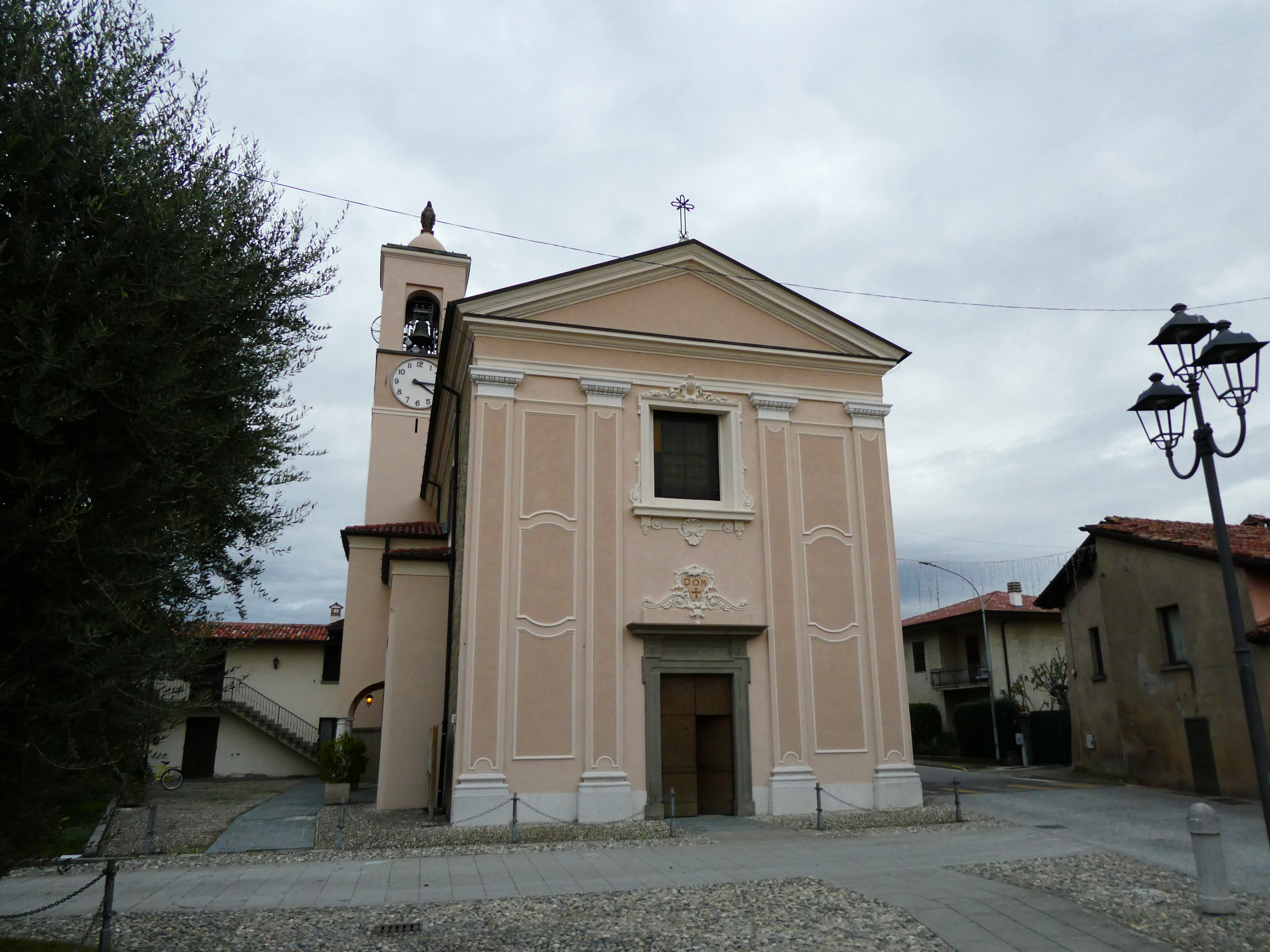
Chiesa di Sant'Andrea
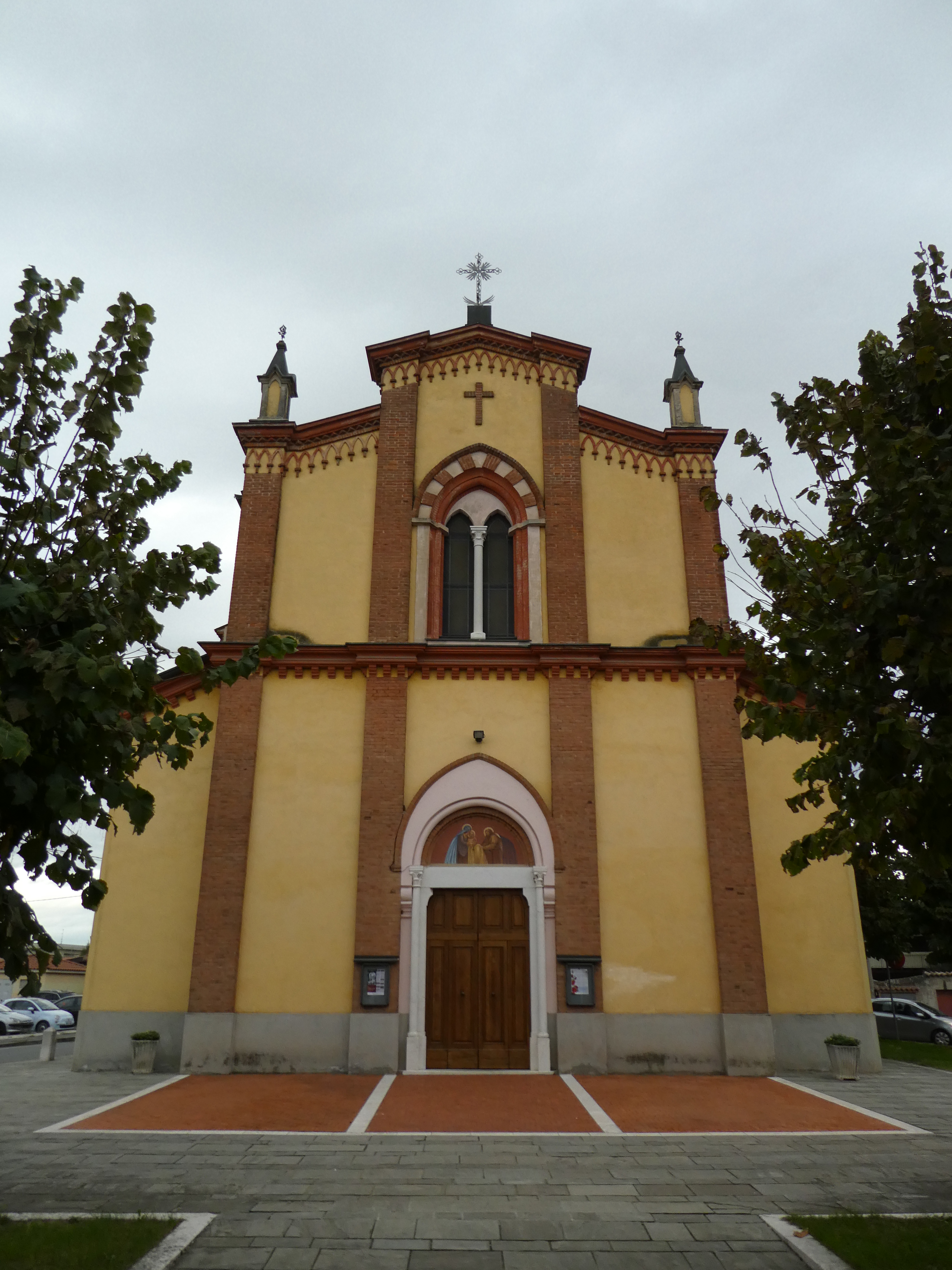
Chiesa di Sant'Anna
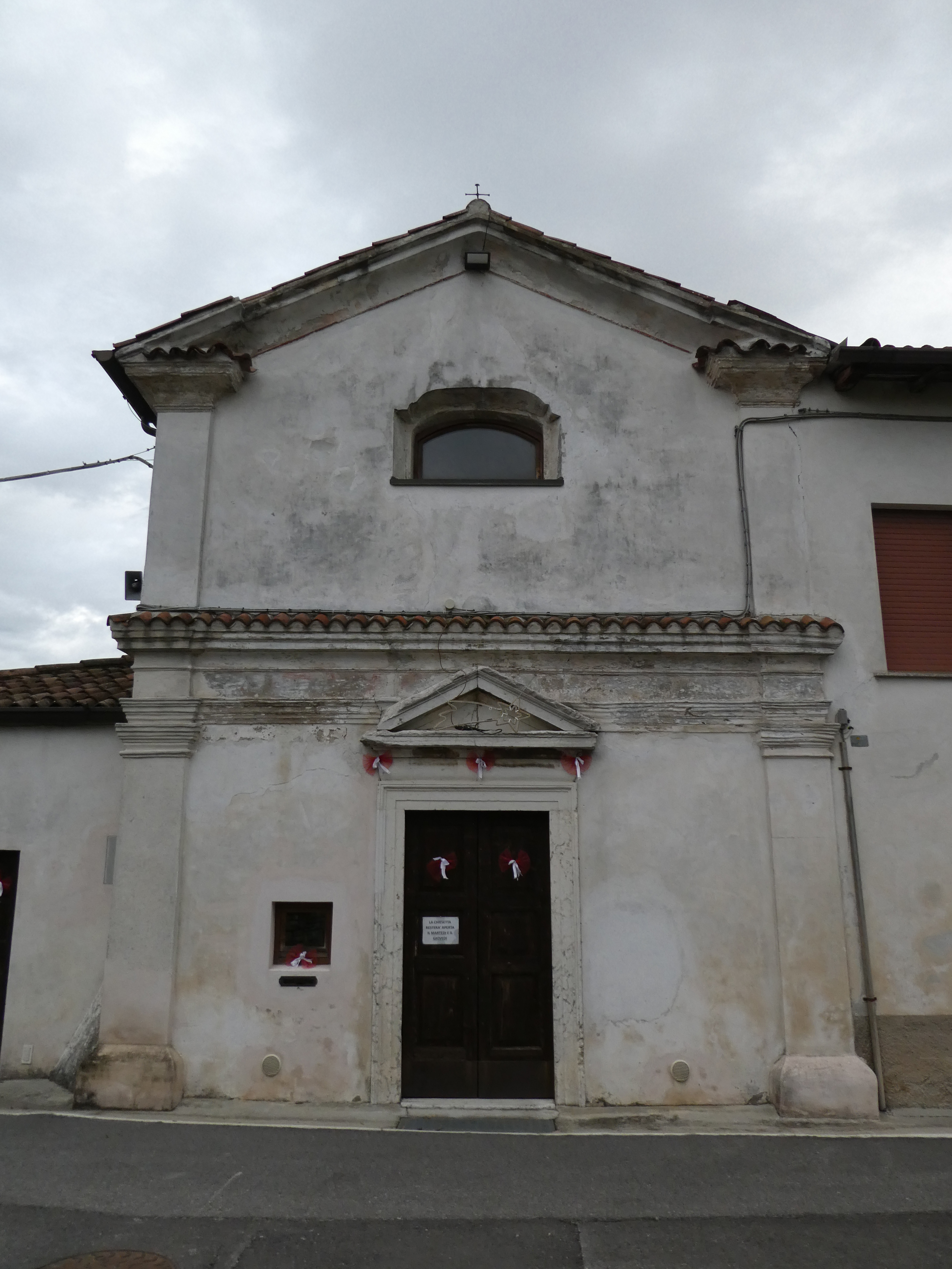
Chiesa della Beata Vergine della Marella, in località San Giorgio
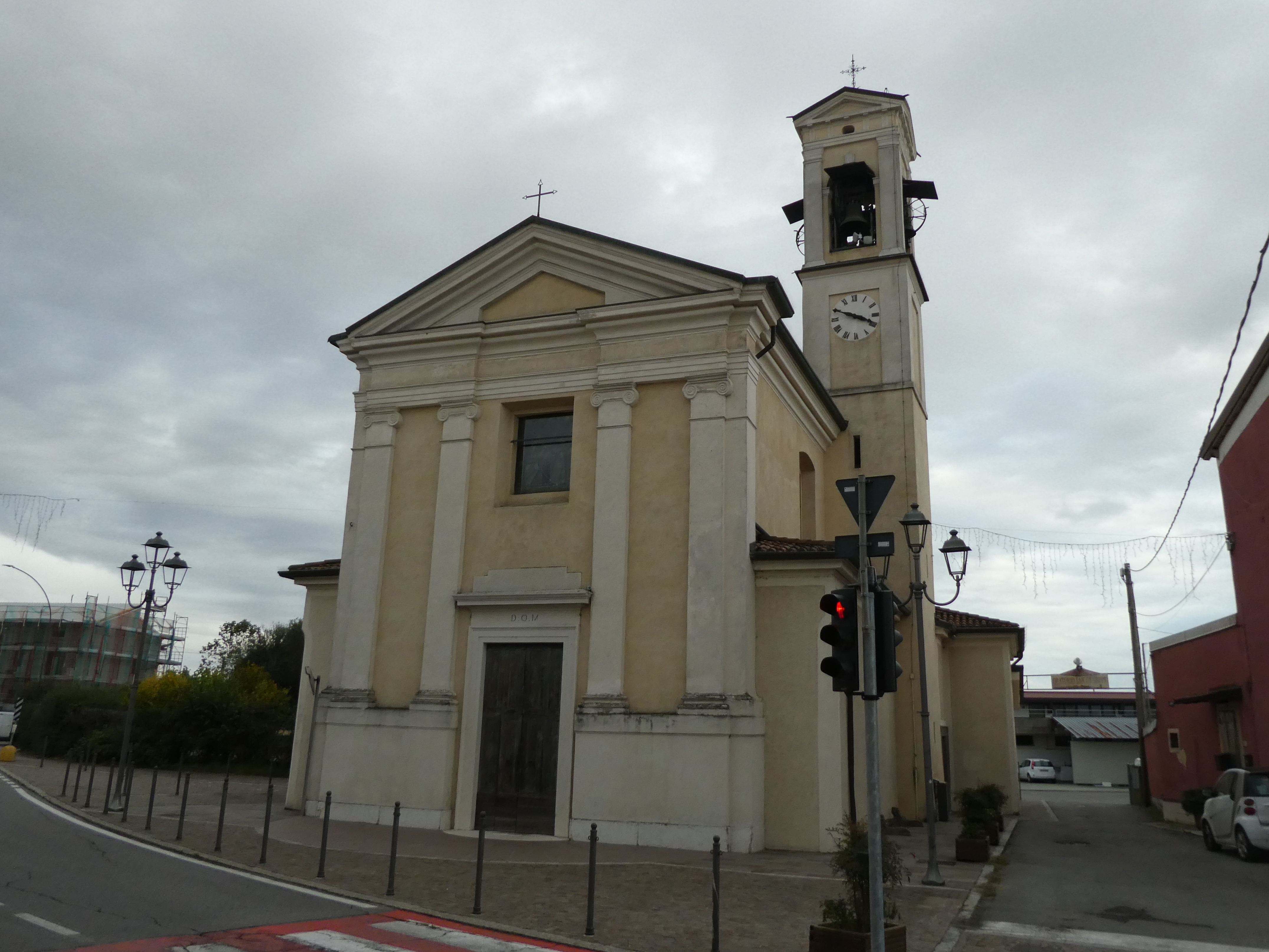
Chiesa di San Giuseppe
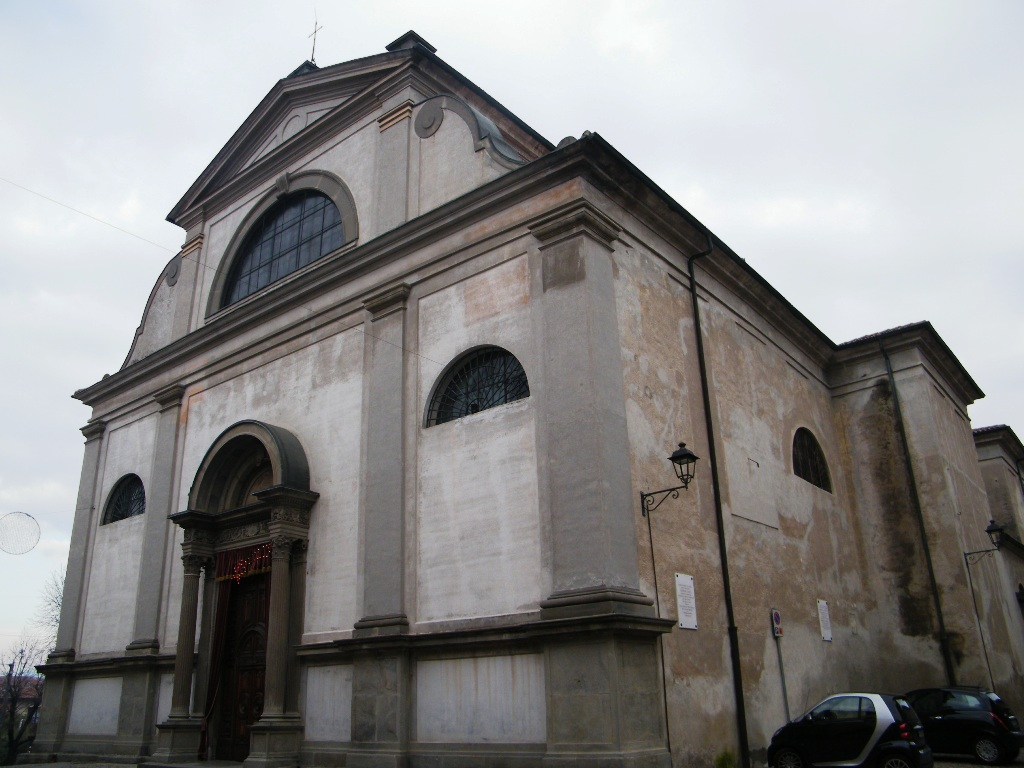
Chiesa di Santa Maria Assunta
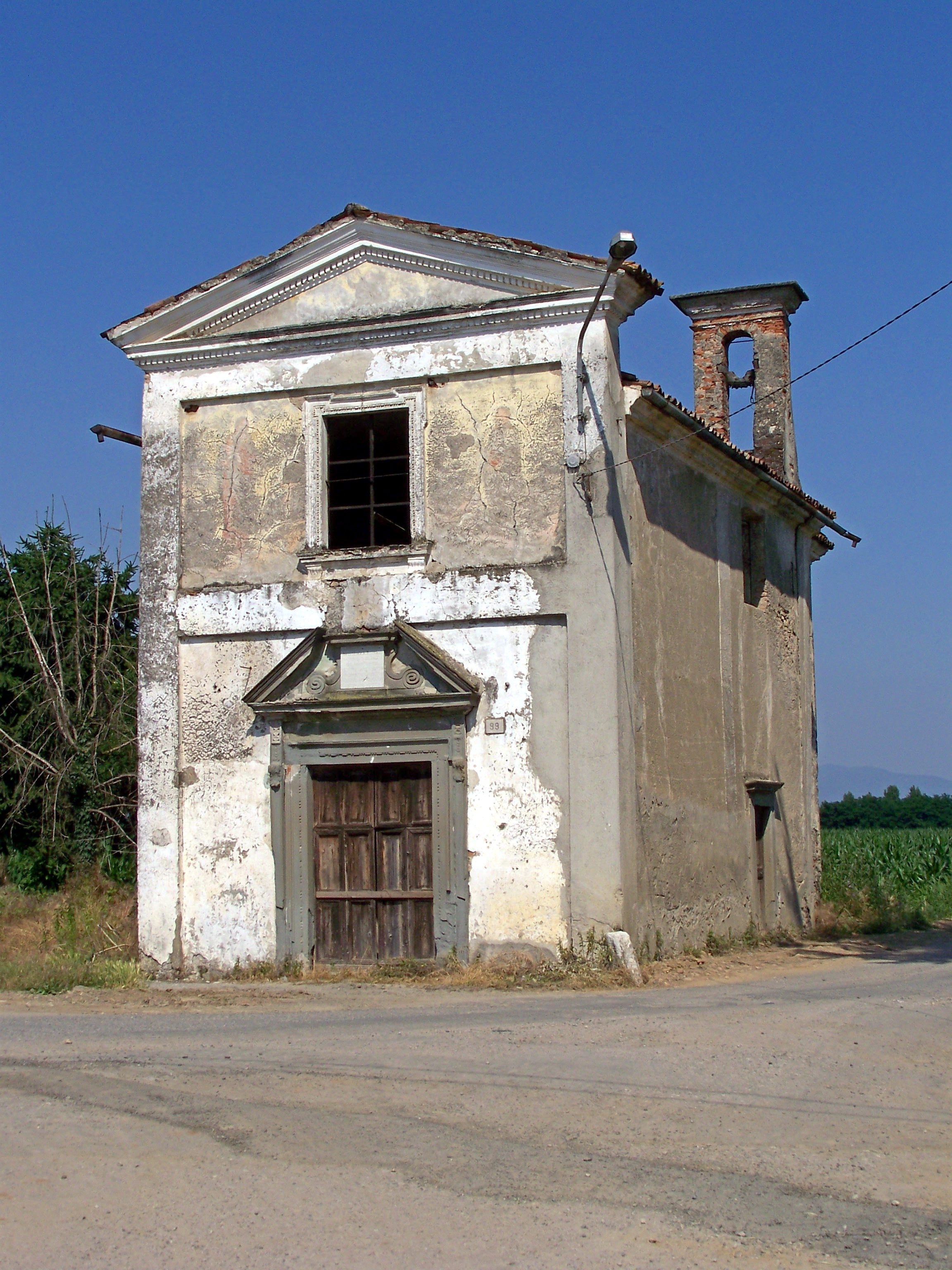
Chiesa di San Pantaleone
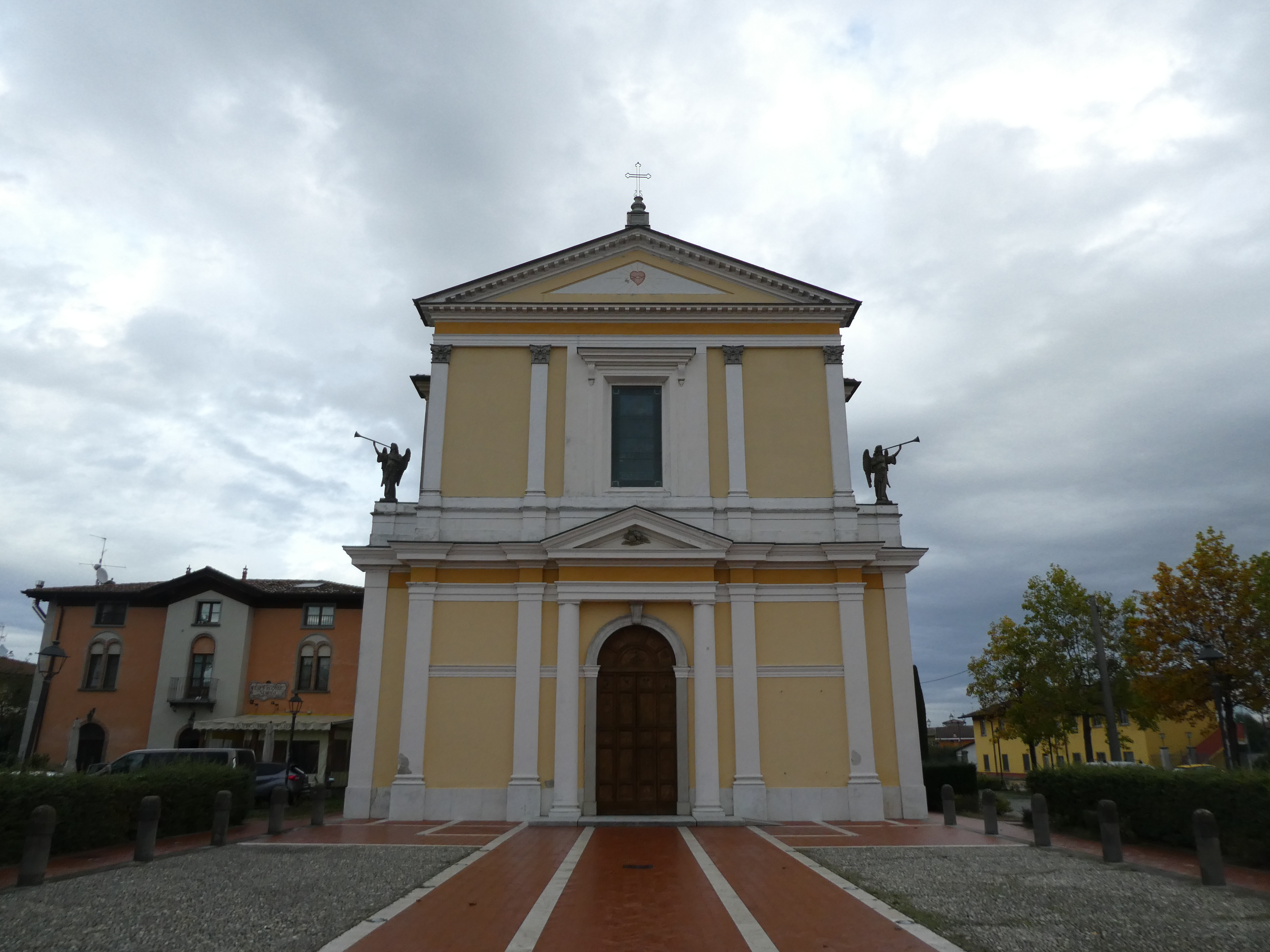
Chiesa del Sacro Cuore di Gesù
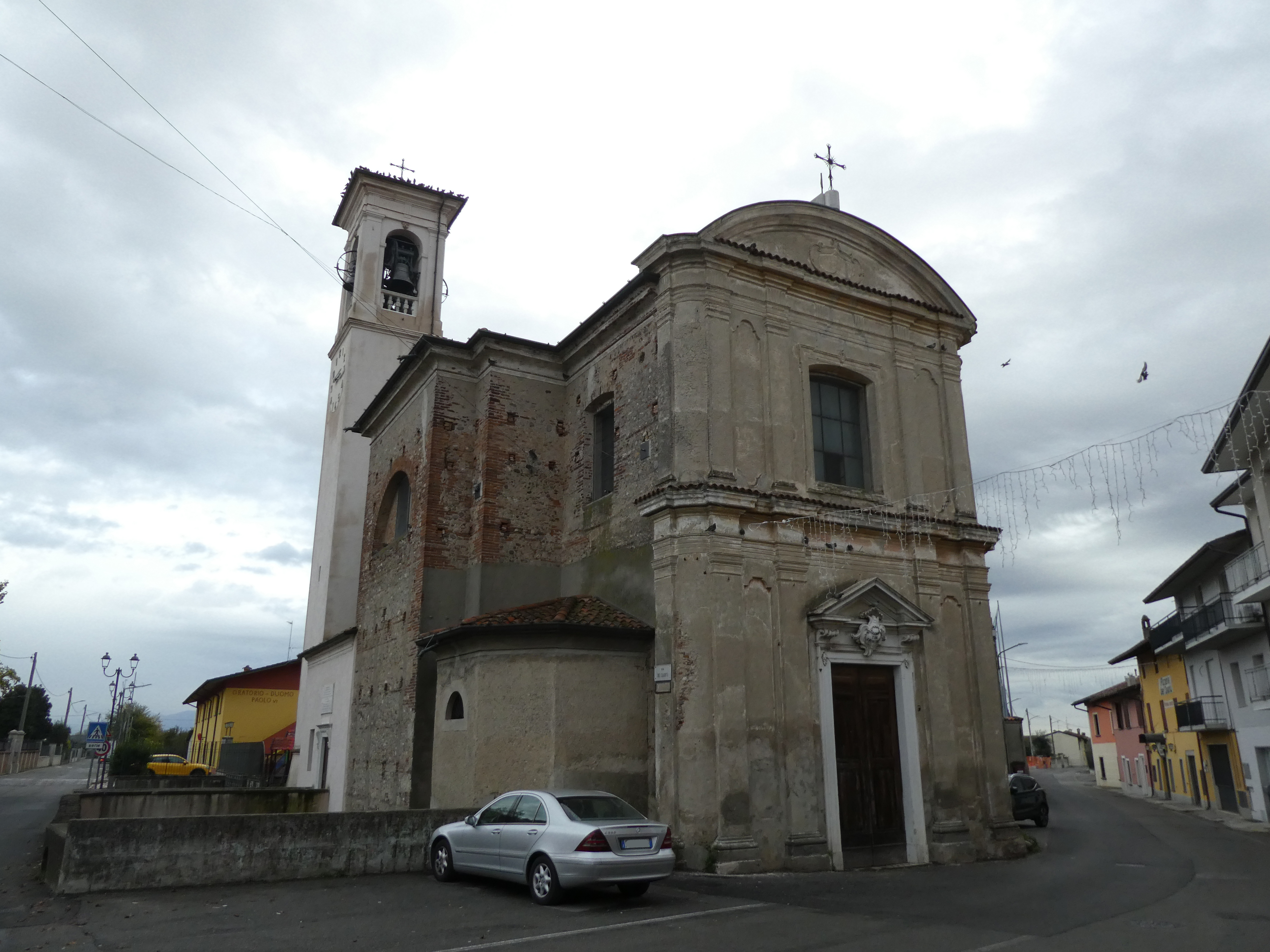
Chiesa della Santissima Trinità

### Architetture civili
La centrale piazza Cavour, voluta dal prevosto Carlo Angelini, risale alla metà del XIX secolo ed è adornata da un lungo arco di eleganti portici progettati da Rodolfo Vantini.

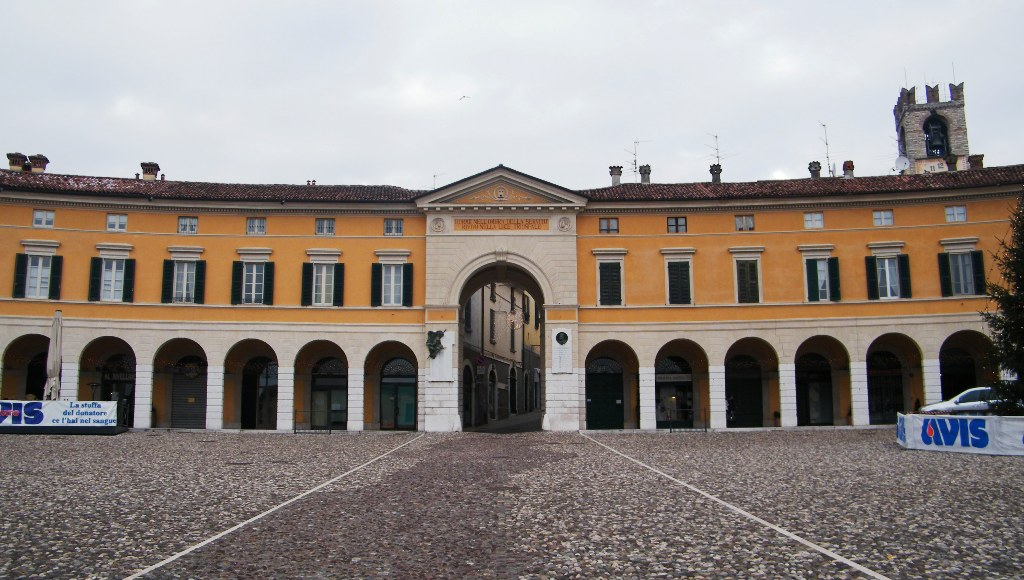
Portici di piazza Cavour ideati dall'architetto Rodolfo Vantini

### Architetture militari

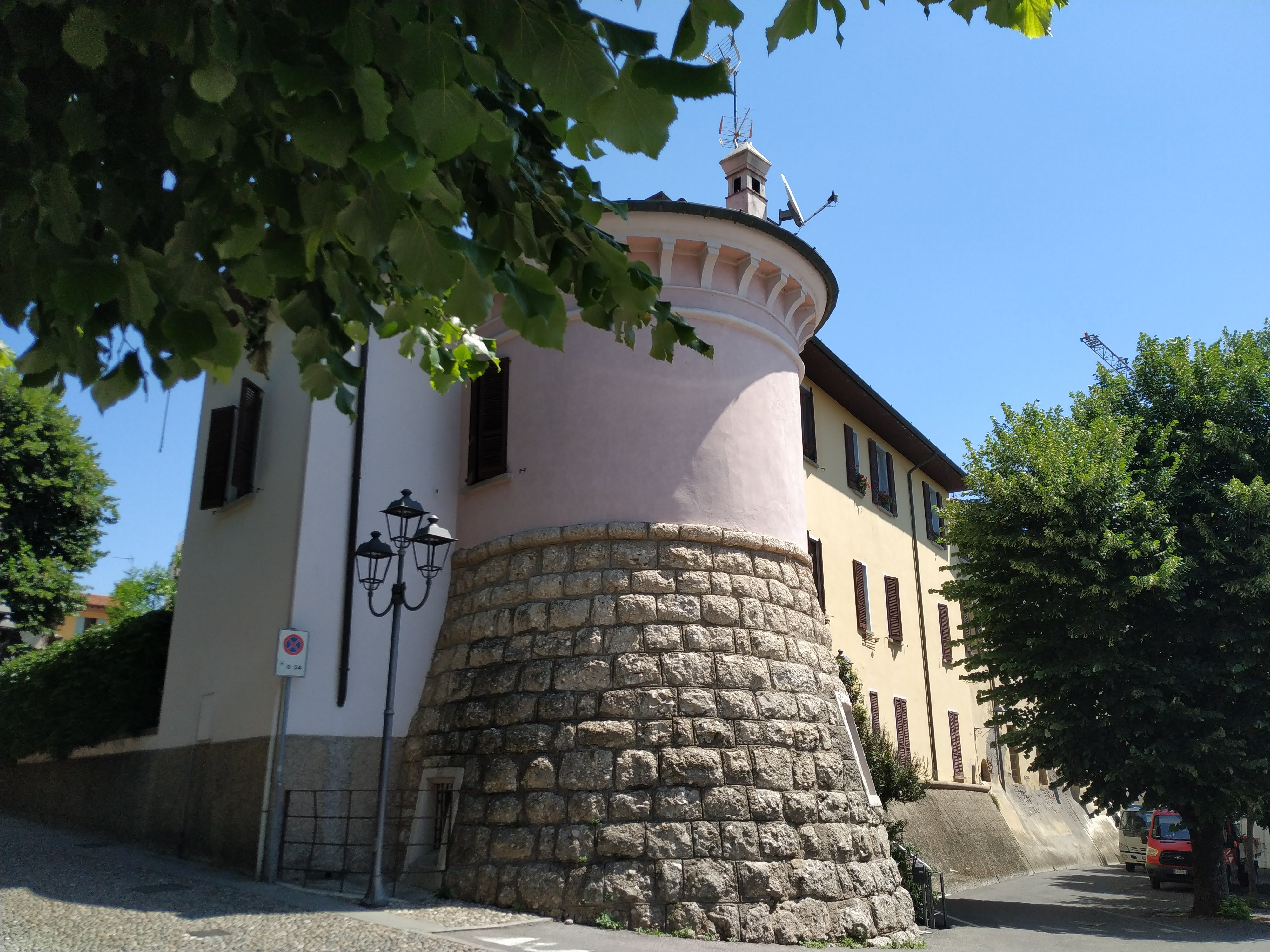
Torre della cinta muraria veneta

Sono tuttora ben conservati tre torrioni e un lungo tratto di mura erette dai veneziani nel XIV secolo, restaurato nel dicembre 2020.
Ben conservato è il castello Quistini, con un’alta torre abitata e un vasto parco circondato da una cerchia muraria.

## Società

### Evoluzione demografica
Abitanti censiti

### Etnie e minoranze straniere
Secondo i dati ISTAT al 31 dicembre 2019 la popolazione straniera residente era di 3.561 persone, pari al 18,27% della popolazione.

## Cultura

### Cucina

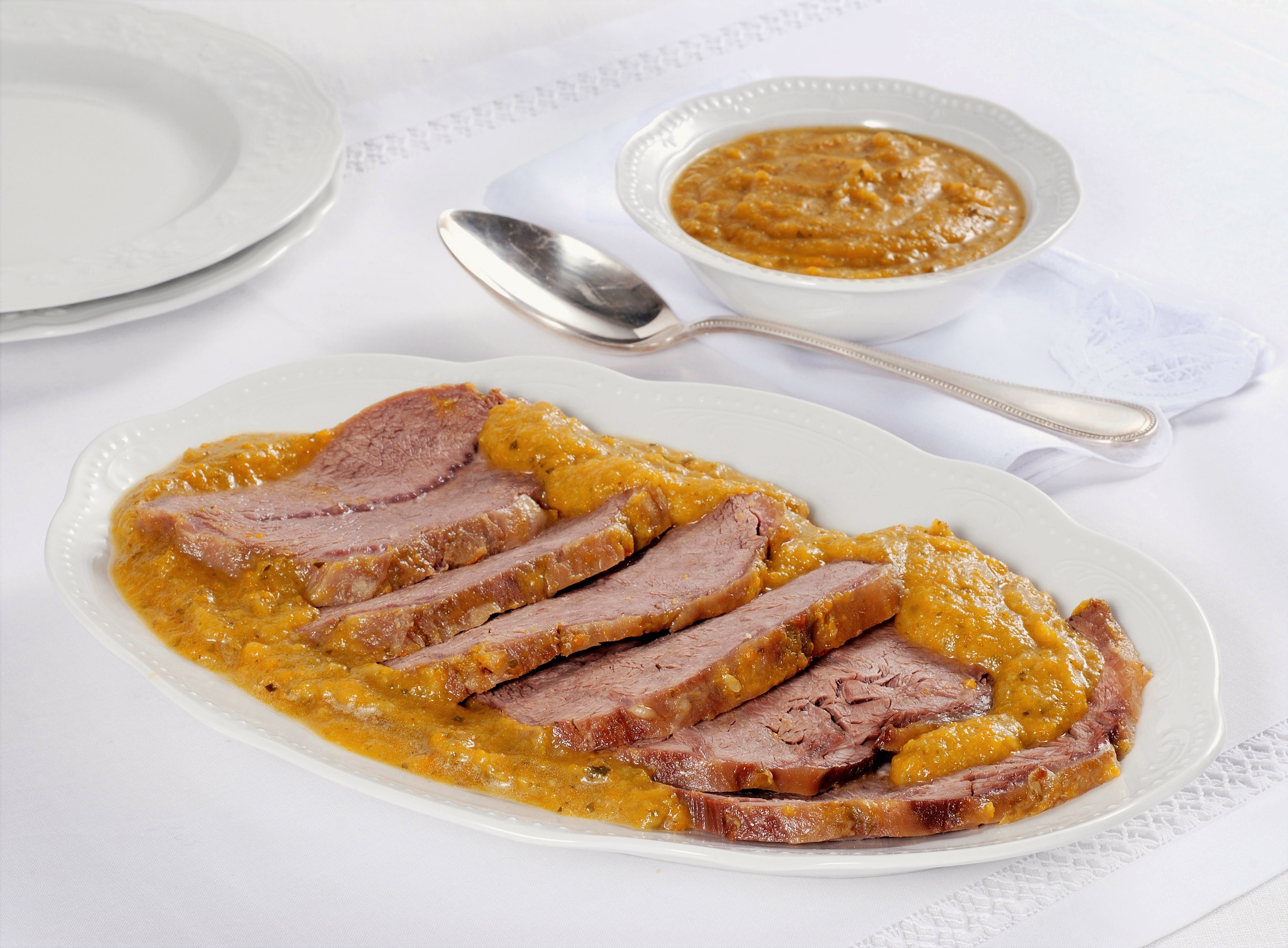
Manzo all'Olio di Rovato

Prodotto tipico di Rovato è il manzo all'olio, che viene festeggiato nella cittadina durante il mese di novembre e che recentemente è stato tutelato con il marchio De.Co. Il piatto vanta una tradizione culinaria antichissima: la prima ricetta, della nobildonna Veronica Porcellaga, è datata fra il 1500 e il 1600, ma esistono altre ricette scritte anche del 1800. Rovato vanta anche una lunga tradizione nel campo delle carni bovine, qui ogni anno tra marzo e aprile si tiene una delle manifestazioni zootecniche più importanti del Nord Italia: Lombardia Carne.
La città appartiene al territorio della Franciacorta: la sua produzione vinicola è quindi legata al Terre di Franciacorta DOC, come il bianco, il bianco Vigna, il rosso e il rosso Vigna.

### Mercato
Il mercato del bestiame rovatese ha radici molto antiche. Le prime tracce di un’esposizione periodica di animali risalgono all’età longobarda. Questa popolazione per prima creò un piccolo mercato nel piazzale antistante alla chiesa di S. Michele, sul Monte Orfano.
Durante il Medioevo, ancora, mandriani, nomadi e pastori provenienti dalla Valtellina e dalla Val Camonica conducevano le mandrie di bestiame sulla piazza rovatese e da qui si sono gettate le basi per la creazione di un mercato stabile di bestiame; nel 1480, dunque, il paese rifiorisce dal periodo passato tra peste e cavallette e, mentre viene restaurato il castello munito di cinque torrioni, contemporaneamente s’inaugura anche il mercato del lunedì.
Una nuova conferma dell’esistenza del mercato si trova nella Ducale del 5 luglio del 1517, con la quale il Doge della Repubblica di Venezia conferma a Rovato il diritto di tenere il mercato di bestiame ogni settimana. Pur accogliendo diversi tipi di merci, il mercato di Rovato diviene punto di confluenza fra il commercio di bestiame e di carne della Val Camonica e della Franciacorta. Il paese acquisisce una notevolissima importanza sotto il profilo commerciale e diviene il centro di scambio delle merci più importante della Franciacorta. Le attività commerciali si fanno talmente fitte che i rettori di Brescia, nel 1617, emettono un’ordinanza che impone pesanti dazi sul bestiame e che prevede provvedimenti penali pecuniari per coloro che vendono i loro capi senza un regolare contratto di vendita.
Con il passare del tempo però le disposizioni delle autorità preposte cadono nel vuoto, tanto che, nel XIX secolo, il bestiame affluisce senza alcuna certificazione, con il solo onere di venti centesimi da pagare per ciascun capo venduto. Il mercato vive un breve periodo di crisi e viene interrotto durante il periodo della Repubblica Cisalpina, ma con un decreto emesso da Napoleone è subito riconfermato. Durante i primi anni dell’Unità d’Italia il commercio riprende quota, favorito dalla formazione parallela del mercato nazionale e dalla legge sui mercati vagliata nel 1866.
Entra così in vigore una regolamentazione giuridica relativa ai traffici commerciali. Gli archivi conservano manifesti con le prime norme introdotte nel 1868 dall’Amministrazione comunale. Nei documenti viene citata anche l’istituzione della prima edizione de la: “Fiera di bestiame, formaggio e merci di qualsiasi altro genere” del 6-7-8-9 luglio 1868, l'attuale Lombardia Carne. Successivamente questa fiera, l’unica mobile dell’anno, venne spostata ad ottobre con la partecipazione di numerosi espositori da tutto il Nord Italia.
Nel 1903 le edizioni divennero due: una a marzo e una a settembre. Altra edizione memorabile è quella del 1913. “Gli scopi di questa manifestazione mirano a diffondere un’immagine positiva della Franciacorta”, si legge così nell'articolo di fondo del primo numero de “La Franciacorta”, il giornale ufficiale di questa esposizione. Risalgono agli stessi giorni l’inaugurazione dell’acquedotto civico di Corso Bonomelli, il congresso dei commercianti, industriali ed agricoltori della provincia di Brescia e Bergamo, l’aggiunta di numerosi stand ed altrettante manifestazioni collaterali alla fiera quali concerti musicali ed esibizioni dell’accademia di ginnastica. Dal 1954 Lombardia Carne si svolge solitamente 15 giorni prima di Pasqua ed è diventata una delle più importanti manifestazioni del settore zootecnico e agricolo del Nord Italia.

## Istruzione
Sul territorio comunale sono presenti 15 scuole, sia pubbliche che private; raggruppate per ordine e grado sono:
- Scuole dell'Infanzia (per bambini fino a 5 anni): 
  - Rovato Capoluogo[16] (statale);
  - Maddalena di Canossa[17] (paritaria);
  - Rovato Centro[18] (paritaria);
  - Giuseppe Garibaldi[19] (paritaria) in fraz. Duomo;
  - Giovanni XXIII[20] (paritaria) in fraz. Sant'Andrea;
  - Don Federico Sciotta[21] (paritaria) in fraz. Lodetto.
- Scuole Primarie (per bambini da 5 a 11 anni):
  - Rovato Capoluogo[22] (statale) provvista anche di indirizzo differenziato con Metodo Montessori;
  - Rovato "Alghisi"[23] (statale) in fraz. Sant'Andrea;
  - Rovato "Duomo"[24] (statale) in fraz. Duomo;
  - Rovato "Lodetto"[25] (statale) in fraz. Lodetto.
  - Annunciata Cosi[26] (paritaria)
- Scuole Secondarie di Primo Grado (per ragazzi da 11 a 13 anni):
  - Leonardo da Vinci[27] (statale);
  - Annunciata Cosi[28] (paritaria).
- Scuole Secondarie di Secondo Grado (per ragazzi da 13 a 18 anni):
  - Liceo "Lorenzo Gigli"[29](statale);
  - Istituto Professionale Industria ed Artigianato "Lorenzo Gigli"[29] (statale).

## Infrastrutture e trasporti

### Aeroporti
Gli aeroporti più vicini a Rovato sono i seguenti:
- Aeroporto di Bergamo-Orio al Serio (il Caravaggio), ad Orio al Serio (Bergamo).
- Aeroporto di Brescia-Montichiari (Gabriele D'Annunzio) a Montichiari (Brescia) (solo charter).
- Aeroporto di Verona-Villafranca (Valerio Catullo), Caselle di Sommacampagna (Verona).

### Strade
Rovato è dotata di un'uscita sull'Autostrada A4 (Rovato) all'altezza del Monte Orfano e di una uscita (Rovato Sud) sull'Autostrada A35 Bre.Be.Mi.
Inoltre, Rovato è centro di congiunzione tra la SP 16, proveniente da Corzano, e la ex SS 11 Padana Superiore, congiungendo così la Bassa Bresciana con la Franciacorta. Da nord provengono la SP XI, che collega la città a Iseo, la SP XII che giunge fino a Capriolo e la SP 51 B che confluisce prima nella SPBS 11 e poi nella Tangeziale Sud di Brescia.

### Ferrovie
Il territorio comunale è attraversato dalle linee ferroviarie Milano-Venezia e Lecco-Brescia che si congiungono presso la stazione di Rovato, principale scalo ferroviario della cittadina e situato nella parte sud del paese.
Nelle immediate vicinanze dello scalo, e ad esso raccordata, si trova la stazione di Rovato FN sulla diramazione proveniente da Bornato della Brescia-Iseo-Edolo. Su tale diramazione è inoltre presente un'altra fermata a servizio del paese denominata Rovato Città.
La Bornato-Rovato fino al 1956 era parte della ferrovia Cremona-Iseo, in concessione alla Società Nazionale Ferrovie e Tramvie.
Fra il 1897 e il 1915, Rovato era servita dalla tranvia Iseo-Rovato-Chiari. Dalla stazione tranviaria, posta all'interno del paese, era presente una diramazione per la stazione ferroviaria esercita con tram a cavalli.

## Amministrazione
| Periodo        | Periodo          | Primo cittadino        | Partito | Carica  | Note   |
| -------------- | ---------------- | ---------------------- | ------- | ------- | ------ |
| 20 giugno 1985 | 9 giugno 1988    | Giambattista Toninelli | DC      | Sindaco | [ 32 ] |
| 9 giugno 1988  | 10 luglio 1990   | Angelo Lazzaroni       | DC      | Sindaco | [ 32 ] |
| 10 luglio 1990 | 22 novembre 1993 | Gianbattista Scalvi    | DC      | Sindaco | [ 33 ] |

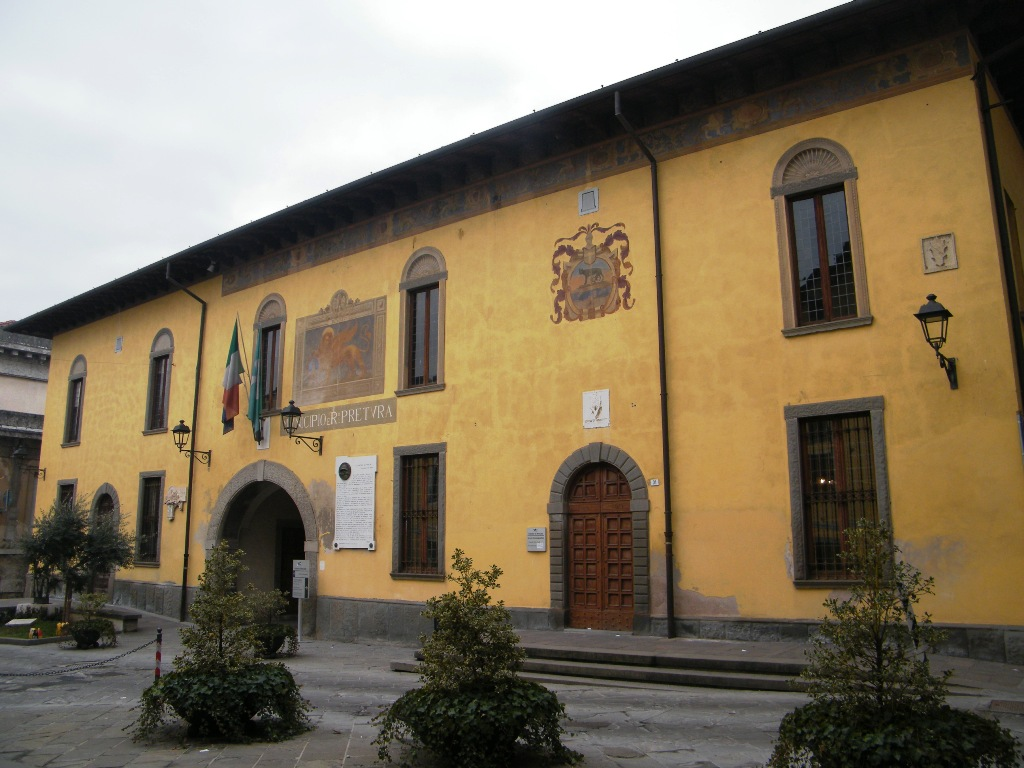
Il municipio di Rovato

Di seguito l'elenco dei sindaci eletti direttamente dai cittadini (dal 1993):
| Sindaco | Sindaco                                  | Sindaco                                  | Partito                                  | Coalizione                               | Coalizione                               | Mandato          | Mandato           | Elezione | Note   |
| Sindaco | Sindaco                                  | Sindaco                                  | Partito                                  | Coalizione                               | Coalizione                               | Inizio           | Fine              | Elezione | Note   |
| ------- | ---------------------------------------- | ---------------------------------------- | ---------------------------------------- | ---------------------------------------- | ---------------------------------------- | ---------------- | ----------------- | -------- | ------ |
| 1       |                                          | Roberto Manenti                          | Lega Nord                                |                                          | Lega Nord                                | 22 novembre 1993 | 17 novembre 1997  | 1993     | [ 34 ] |
| 1       | 17 novembre 1997                         | Roberto Manenti                          | Lega Nord                                | 27 maggio 2002                           | Lega Nord                                | 1997             | [ 35 ]            |          |        |
| 2       |                                          | Andrea Cottinelli                        | lista civica                             |                                          | centro-sinistra                          | 27 maggio 2002   | 28 maggio 2007    | 2002     | [ 36 ] |
| 2       | 28 maggio 2007                           | Andrea Cottinelli                        | lista civica                             | 7 maggio 2012                            | centro-sinistra                          | 2007             | [ 37 ]            |          |        |
| 3       |                                          | Roberta Martinelli                       | Lega Nord                                |                                          | centro-destra                            | 7 maggio 2012    | 21 novembre 2014  | 2012     | [ 38 ] |
| -       | Fabrizia Triolo, commissario prefettizio | Fabrizia Triolo, commissario prefettizio | Fabrizia Triolo, commissario prefettizio | Fabrizia Triolo, commissario prefettizio | Fabrizia Triolo, commissario prefettizio | 21 novembre 2014 | 15 giugno 2015    | –        | [ 39 ] |
| 4       |                                          | Tiziano Belotti                          | Lega                                     |                                          | Lega–FI                                  | 15 giugno 2015   | 22 settembre 2020 | 2015     | [ 40 ] |
| 4       |                                          | Tiziano Belotti                          | Lega                                     | Lega–FI–FdI                              | 22 settembre 2020                        | in carica        | 2020              | [ 41 ]   |        |